# Chthonius caprai
Chthonius caprai är en spindeldjursart som beskrevs av Giulio Gardini 1977. Chthonius caprai ingår i släktet Chthonius och familjen käkklokrypare. Inga underarter finns listade i Catalogue of Life.